# Nuu-chah-nulth
Los Nuu-chah-nulth (pronunciado [nuːʧaːnˀuɬ]) (también conocidos en español como los nutca o nutka) son una comunidad indígena de la costa del Pacífico noroeste en Canadá. Desde un punto de vista lingüístico y etnográfico forman parte de los pueblos wakash.
El término 'Nuu-chah-nulth' es utilizado para describir por separado a las naciones del Pacífico Noroeste, en la costa occidental de la isla de Vancouver.

## Historia
Tradicionalmente los nuu-chah-nulth o nutca habitaron la región costera entre la isla de Vancouver y la isla de Nutca que abarca el estrecho de Nutca. Esta región era rica en productos marinos y terrestres que eran explotados por los nutca.
Los nutca se desplazaban con frecuencia y establecían campamentos temporales que les permitían aprovechar al máximo los recursos de cada estación. Utilizaban la madera del cedro rojo para construir canoas y casas, y las raíces y la corteza para fabricar sombreros, alfombrillas, cuerdas etc.
El nombre de la tribu se lo dio el capitán James Cook en 1778. Aunque los nuu-chah-nulth no usaban el nombre nutca, en la actualidad el nombre designa a otras tribus que también hablan el mismo idioma. Pocos años más tarde el influente líder nutca Macuina fue testigo del tratado anglo-hispano sobre Nutca.